# Flatland

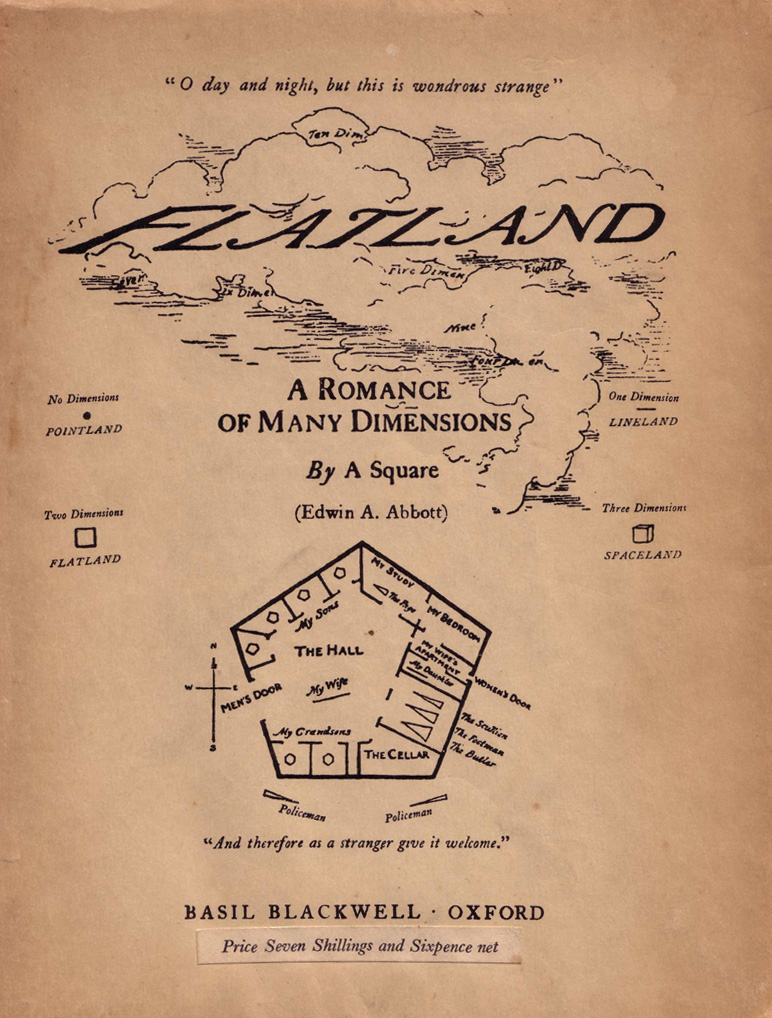
Originele omslag van Flatland

Flatland: A Romance of Many Dimensions (Nederlands: Platland: een roman van vele dimensies) is geschreven door Edwin Abbott Abbott (1838 - 1926) in 1884 en probeert de lezer op informele wijze de mogelijkheid (de wiskundige waarschijnlijkheid zelfs) van meerdere dimensies uit te leggen. Flatland wordt nog steeds uitgegeven.

## Samenvatting
Flatland volgt de avonturen van A Square (Nederlands: Een Vierkant), die op een dag wordt bezocht door een cirkel (die eigenlijk een bol blijkt te zijn die als cirkel verschijnt in Flatland) en die hem uit z'n tweedimensionale wereld tilt en hem meeneemt naar lijnland en puntland om hem duidelijk te maken dat er meer dimensies zijn dan alleen de twee van Flatland. Wanneer A Square aan de bol vraagt of er misschien zelfs meer bestaan dan de drie waar de bol vandaan komt, wordt deze boos en stopt hem weer terug in zijn tweedimensionale wereld.

## Vervolgen
Er zijn meerdere vervolgen op geschreven, zoals Bolland door Dionijs Burger en Flatterland: Like Flatland, Only More So door Ian Stewart, die de lezer de huidige (wetenschappelijke) stand van zaken op dezelfde simpele en effectieve wijze proberen uit te leggen. In de film Dimensions wordt deze aanpak visueel uitgelegd aan de hand van tweedimensionale wezens in het werk van Maurits Cornelis Escher.